# Едуард Сибирјаков
Едуард Федерович Сибирјаков (рус. Эдуа́рд Фёдорович Сибиряко́в; Чељабинск, 27. новембар 1941 — Москва, 12. јануар 2004), био је совјетски одбојкаш, репрезентативац СССР (1962—1969). Двоструки је олимпијски победник (1964 и 1968), светски првак, освајач светског купа 1965, европски првак 1967 и троструки првак СССР.
Године 1968. проглашен је Заслужним мајстором спорта СССР.
За одбојку се заинтересовао у Одеси, где је у периоду од 1960 до 1965 био члан Буревјесника, затим 1966—1971 игра за екипу ЦСКА из Москве, са којом је био троструки првак Совјетског Савеза (1966, 1970 и 1971). Године 1961. био је други на првенству СССР, и на сверуском првенству, Спартакијади 1967, када је играо за репрезентацију Москве.
За репрезентацију СССР играо је у периоду 1962—1970. године. У том периоду био је двострики олимпијски победник (1964 и 1968), светски првак 1962, победник Светског купа 1965 а трећи 1969, првак Европе 1967 и трећи 1963.
Био је висок 1,97 м, а тежак око 1оо кг.
Едуард Сибирјаков је дипломирао на Војно-ваздухопловној академији Јуриј Гагарин 1972. Био је официр Ратног ваздухопловства Совјетског Савеза и Русије.
Умро је у Москви 14. јануара 2004.